# Gran Premio de Quebec 2012

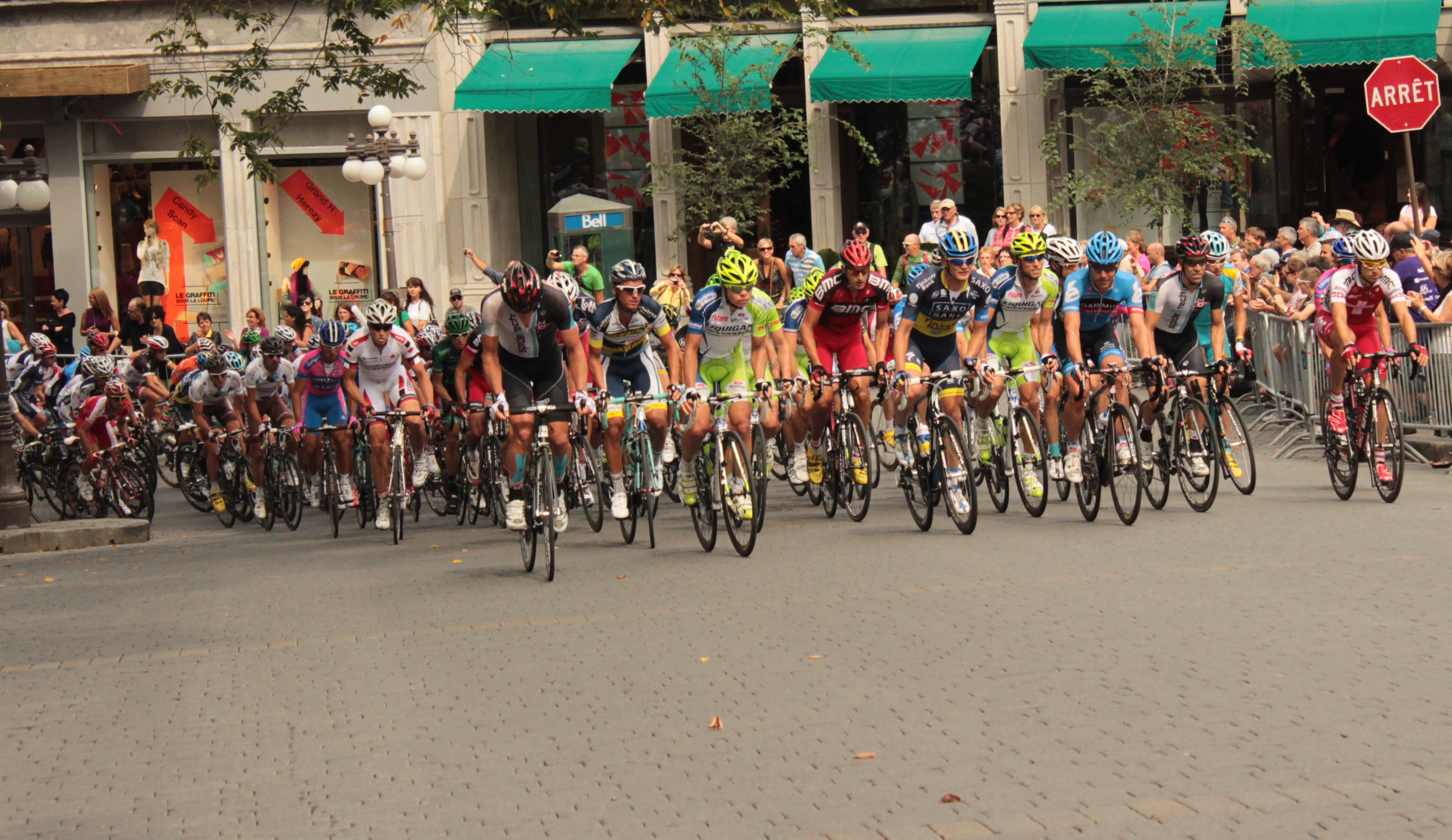
Gran Premio de Ciclismo de Quebec 2012. Juraj Sagan liderando el pelotón.

La 3.ª edición del Gran Premio de Quebec fue una carrera ciclista que se disputó el viernes 7 de septiembre de 2012 en la ciudad de Quebec, Canadá. 
Se realizó en el mismo circuito de 12,6 km que en la edición anterior, totalizando 201,6 km.
Perteneció al UCI WorldTour 2012.

## Equipos participantes
Tomaron parte en la carrera 22 equipos: los 18 de categoría UCI ProTour (al ser obligada su participación); más 3 de categoría Profesional Continental mediante invitación de la organización (SpiderTech powered by C10, Team Europcar y el Cofidis, le Crédit en Ligne; y una selección de Canadá (con corredores de equipos de los Circuitos Continentales UCI) bajo el nombre de Equipe Canada. Integrados por 8 ciclistas cada equipo, formaron un pelotón de 176 corredores, de los que llegaron al final 111.
| Equipo                           | Cód. UCI |
| -------------------------------- | -------- |
| Garmin-Sharp                     | GRS      |
| BMC Racing Team                  | BMC      |
| Team Movistar                    | MOV      |
| Sky Procycling                   | SKY      |
| Liquigas-Cannondale              | LIQ      |
| Omega Pharma-Quick Step          | OPQ      |
| Katusha Team                     | KAT      |
| Orica-GreenEDGE                  | OGE      |
| Astana Pro Team                  | AST      |
| Lotto Belisol                    | LTB      |
| Rabobank Cycling Team            | RAB      |
| RadioShack-Nissan                | RNT      |
| Euskaltel-Euskadi                | EUS      |
| Lampre-ISD                       | LAM      |
| Vacansoleil-DCM Pro Cycling Team | VCD      |
| FDJ-Big Mat                      | FDJ      |
| Ag2r La Mondiale                 | ALM      |
| Saxo Bank-Tinkoff Bank           | STB      |

| Equipo                      | Cód. UCI |
| --------------------------- | -------- |
| SpiderTech powered by C10   | SPI      |
| Team Europcar               | EUC      |
| Cofidis, le Crédit en Ligne | COF      |
| Selección de Canadá         | CAN      |

## Desarrollo
Thomas Rohregger (RadioShack-Nissan) y Vladimir Gusev (Katusha), fueron los primeros escapados de la carrera. A ellos se unieron Danilo Wyss (BMC Racing), Tom Leezer (Rabobank) y Lucas Euser (SpiderTech powered by C10). Posteriormente se unieron Sandy Casar (FDJ-Big Mat), Marsh Cooper (Selección de Canadá) y Hugo Houle (Spidertech powered by C10).
La fuga llegó a tener una ventaja máxima de 6 m 10 s, pero a falta de 6 vueltas para el final, los equipos Garmin y Europcar comenzaron a reducir el hueco de los fugados. Casar fue el primero en perder rueda del grupo de escapados y con poco más de dos vueltas para el final, todos fueron neutralizados por el pelotón.
Tras la anulación del intento, Chris Anker Sørensen (Saxo Bank-Tinkoff Bank) y Bruno Langlois (Selección de Canadá), iniciaron una nueva fuga llegando a tener una ventaja de 20 segundos al principio de la penúltima vuelta. Langlois se retrasó y en el inicio de la última vuelta, quien tomó a Sorensen luego de salir del pelotón fue Dries Devenyns (Omega Pharma-Quick Step). Mientras, el grupo principal se fue disgregando en varios grupos.
A 4 km para el final fueron capturados Sorensen y Devenyns e inmediatamente salió Greg Van Avermaet (BMC Racing) llevando a su rueda a Simon Gerrans (Orica GreenEDGE). En el pelotón trataron de reaccionar y Peter Sagan (Liquigas-Cannondale) intentó la persecución pero sin éxito. Ambos escapados lograron llegar al sprint final, quedándose con la carrera Simon Gerrans, seguido de Van Avermaet. El portugués Rui Costa fue el más rápido en el grupo que los perseguía llegando en tercer lugar a 4 segundos de Gerrans.

## Clasificación final
| \| Posición \| Ciclista \| Equipo \| Tiempo \| \| 1. \| Simon Gerrans \| Orica-GreenEDGE \| 4 h 53 min 04 s \| \| 2. \| Greg Van Avermaet \| BMC Racing \| m.t. \| \| 3. \| Rui Costa \| Movistar \| a 4 s \| \| 4. \| Luca Paolini \| Katusha \| m.t. \| \| 5. \| Tom Slagter \| Rabobank \| m.t. \| \| 6. \| Diego Ulissi \| Lampre-ISD \| m.t. \| \| 7. \| Thomas Voeckler \| Europcar \| m.t. \| \| 8. \| Fabian Wegmann \| Garmin-Sharp \| m.t. \| \| 9. \| Gerald Ciolek \| Omega Pharma-Quick Step \| m.t. \| \| 10. \| François Parisien \| SpiderTech powered by C10 \| m.t. \| |                   |                           |                 |
| Posición | Ciclista          | Equipo                    | Tiempo          |
| 1. | Simon Gerrans     | Orica-GreenEDGE           | 4 h 53 min 04 s |
| 2. | Greg Van Avermaet | BMC Racing                | m.t.            |
| 3. | Rui Costa         | Movistar                  | a 4 s           |
| 4. | Luca Paolini      | Katusha                   | m.t.            |
| 5. | Tom Slagter       | Rabobank                  | m.t.            |
| 6. | Diego Ulissi      | Lampre-ISD                | m.t.            |
| 7. | Thomas Voeckler   | Europcar                  | m.t.            |
| 8. | Fabian Wegmann    | Garmin-Sharp              | m.t.            |
| 9. | Gerald Ciolek     | Omega Pharma-Quick Step   | m.t.            |
| 10. | François Parisien | SpiderTech powered by C10 | m.t.            |